# 保羅·金克霍爾
保羅·金克霍爾（Paul Drinkhall，1990年1月16日—），英國男子乒乓球運動員，出生於米德爾斯伯勒。
2014年4月7日，他獲得了世界巡迴賽西班牙公開賽的男單冠軍，是繼卡爾·普林在1996年的巴西公開賽以來，第二位英格蘭球員奪下世界巡迴賽冠軍。

## 主要比賽最佳成績

### 單打
- 奧運會：三十二強（2012年）
- 世界錦標賽：128強（2009年、2011年）
- 世界盃：十三至十六名（2012年）
- 歐洲錦標賽：六十四強（2012年）
- 世界巡迴賽：冠軍（2014年西班牙公開賽）
- 世界巡迴賽年終賽：十六強（2011年）
- 英聯邦運動會：半準決賽（2010年）
- 英聯邦錦標賽：準決賽（2009年）
- 世界青少年錦標賽：亞軍（2008年）
- 歐洲青少年錦標賽：冠軍（2005年、2008年）
- 世界青少年巡迴賽：冠軍（2006年豐沙爾公開賽、2007年蒙特婁公開賽、2007年普拉特哈達羅公開賽、2007年聖薩爾瓦多公開賽、2007年豐沙爾公開賽）

### 雙打
- 世界錦標賽：外圍賽（2005年、2007年、2011年）
- 歐洲錦標賽：十六強（2012年）
- 世界巡迴賽：半準決賽（2009年英格蘭公開賽、2011年英格蘭公開賽）
- 英聯邦錦標賽：準決賽（2009年）
- 世界青少年錦標賽：半準決賽（2006年）
- 歐洲青少年錦標賽：冠軍（2008年）

### 混雙
- 世界錦標賽：六十四強（2005年、2009年、2011年）
- 英聯邦運動會：季軍（2010年）
- 歐洲青少年錦標賽：冠軍（2007年、2008年）

### 團體
- 奧運會：第九名（2012年）
- 世界錦標賽：第二十九名（2012年）
- 世界巡迴賽：第九名（2008年中國公開賽、2008年奧地利公開賽）
- 英聯邦運動會：亞軍（2010年）
- 歐洲青少年錦標賽：冠軍（2005年、2007年）